# Стремский, Николай Евгеньевич
Никола́й Евге́ньевич Стре́мский (род. 29 февраля 1964 года, Карабутак, Казахская ССР) — митрофорный протоиерей, основатель и бывший настоятель Свято-Троицкой Симеоновой обители милосердия (посёлок Саракташ Оренбургской области), бывший директор православной общеобразовательной гимназии имени преподобного Сергия Радонежского и бывший благочинный Саракташского округа Оренбургской епархии.

## Биография
Рос в Актюбинске, проходил действительную военную службу в узбекском посёлке Учкызыл близ города Термеза, на границе с Афганистаном.   
После армии поступил в Московскую духовную семинарию. Во время обучения встретил свою будущую жену Галину. Венчались в Сергиевом Посаде. Заочно обучался в Московской духовной академии. Супруга Галина окончила иконописную школу в Троице-Сергиевой лавре.
После рукоположения во диаконы служил в Оренбургской области. Через три года службы, в 1990 году, рукоположён во священника. С 25 марта 1990 года служил в Саракташе. В 1992 году Стремский принял в семью 15 детей-сирот в возрасте от 1,5 до 11 лет.
В 1999 году был назначен благочинным округа на территории Саракташского, Сакмарского, Беляевского и Тюльганского районов. Впоследствии возглавлял Саракташский благочиннический округ Оренбургской епархии.

### Уголовное преследование
25 сентября 2019 года заключён под стражу и обвинён правоохранительными органами РФ по трём статьям Уголовного кодекса РФ: изнасилование несовершеннолетней (ст. 134), развратные действия по отношению к несовершеннолетним (ст. 135) и неисполнение обязанностей по воспитанию детей (ст. 156). В тот же день указом митрополита Оренбургского и Саракташского Вениамина (Зарицкого) запрещён в священнослужении «на время ведения следствия». В декабре 2019 года жители Саракташа, в том числе приёмные дети священника, обратились к президенту РФ Путину с просьбой освободить Николая Стремского. В 2020 году Следственный комитет России сообщил, что «по версии следствия, в период с 1999 по 2019 год обвиняемый совершил преступления против половой неприкосновенности в отношении 11 несовершеннолетних».
24 декабря 2021 года Саракташским районным судом Оренбургской области Николай Стремский признан виновным в преступлениях против половой неприкосновенности. Стремскому назначено лишение свободы на 21 год.

## Семья
С 1992 года вместе с супругой Галиной воспитывают 70 приёмных детей из детских домов разных регионов России. Семья Стремских — самая большая многодетная семья в России. 25 детей из 70 носят его фамилию, остальные — под его опекой.

## Награды
- Орден «Родительская слава» (26 ноября 2011 года) — за заслуги в воспитании детей и укреплении семейных традиций[14].
  - Лишён этой награды по постановлению суда[15].
- Лауреат международной благотворительной премии «Золотое сердце», которая вручается при поддержке правительства Российской Федерации, Совета Федерации, правительства Москвы, Комиссии Российской Федерации по делам ЮНЕСКО и ЮНИСЕФ (2006 год),
- Лауреат Международной премии Андрея Первозванного «За Веру и Верность» (2007 год)[11].